# Diracmedaille (ICTP)
De Diracmedaille is een internationale wetenschapsprijs die wordt uitgereikt door het Internationale Centrum voor Theoretische Fysica.

## Geschiedenis
De prijs wordt sinds 1985 elk jaar uitgereikt op 8 augustus, de geboortedag is van Paul Dirac. De prijs wordt toegekend aan een of meer wetenschappers die een significante bijdrage geleverd hebben op het gebied van de theoretisch fysica. Een voorwaarde is wel dat een genomineerde nog geen Nobelprijs, Fieldsmedaille of Wolfprijs mag hebben gekregen. Vele van de laureaten kregen nadien nog wel een of meerdere van deze prijzen uitgereikt.
Aan de prijs is een bedrag van $ 5.000 verbonden.

## Laureaten
| Jaar | Laureaten                                                  |
| ---- | ---------------------------------------------------------- |
| 1985 | Edward Witten, Jakov Zeldovitsj                            |
| 1986 | Aleksandr Poljakov, Yoichiro Nambu                         |
| 1987 | Bruno Zumino, Bryce DeWitt                                 |
| 1988 | David Gross, Efim Fradkin                                  |
| 1989 | John Henry Schwarz, Michael Green                          |
| 1990 | Ludvig Faddeev, Sidney Coleman                             |
| 1991 | Jeffrey Goldstone, Stanley Mandelstam                      |
| 1992 | Nikolaj Bogoljoebov, Jakov Sinaj                           |
| 1993 | Daniel Freedman, Peter van Nieuwenhuizen, Sergio Ferrara   |
| 1994 | Frank Wilczek                                              |
| 1995 | Michael Berry                                              |
| 1996 | Martinus Veltman, Tullio Regge                             |
| 1997 | David Olive, Peter Goddard                                 |
| 1998 | Roman Jackiw, Stephen Adler                                |
| 1999 | Giorgio Parisi                                             |
| 2000 | Helen Quinn, Howard Georgi, Jogesh Pati                    |
| 2001 | John Hopfield                                              |
| 2002 | Alan Guth, Andrei Linde, Paul Steinhardt                   |
| 2003 | Robert Kraichnan, Vladimir Zacharov                        |
| 2004 | Curtis Callan, James Bjorken                               |
| 2005 | Patrick Lee, Samuel Edwards                                |
| 2006 | Peter Zoller                                               |
| 2007 | John Iliopoulos, Luciano Maiani                            |
| 2008 | Joe Polchinski, Juan Maldacena, Cumrun Vafa                |
| 2009 | Roberto Car, Michele Parrinello                            |
| 2010 | Nicola Cabibbo, George Sudarshan                           |
| 2011 | Édouard Brézin, John Cardy, Aleksandr Zamolodtsjikov       |
| 2012 | Duncan Haldane, Charles Kane, Zhang Shoucheng              |
| 2013 | Tom Kibble, James Peebles, Martin Rees                     |
| 2014 | Ashoke Sen, Andrew Strominger, Gabriele Veneziano          |
| 2015 | Aleksej Kitajev, Gregory Moore, Nicholas Read              |
| 2016 | Nathan Seiberg, Mikhail Shifman, Arkady Vainshtein         |
| 2017 | Charles L. Bennett, David Deutsch, Peter Shor              |
| 2018 | Soebir Satsjdev, Đàm Thanh Sơn, Wen Xiao-Gang              |
| 2019 | Vjatsjeslav Moechanov, Aleksej Starobinski, Rashid Sunyaev |
| 2020 | André Neveu, Pierre Ramond, Miguel Virasoro                |